# 中央社会保障推進協議会
中央社会保障推進協議会（ちゅうおうしゃかいほしょうすいしんきょうぎかい）とは、社会保障制度の改善や拡充を目的とする。略称は社保協あるいは中央社保協。現在の事務局長は山口一秀。

## 概要
1958年9月5日、日本労働組合総評議会（総評）や全日本民主医療機関連合会（民医連）、日本社会党や日本共産党などを構成団体に、戦争反対、失業反対、社会保障の拡充を求め結成。構成団体からも分かるように、結成当初から反自民党色の強い団体であった。
結成以来、1960年代の朝日訴訟や小児麻痺から子どもを守る運動、1970年代の老人医療無料化運動の他、医療、年金、福祉、介護などの改善運動を推進。会が推進してきた活動として、70歳以上の老人医療費無料化制度（高齢者医療費無償化）の導入要求や推進がある。

## 機関誌
- 『社会保障』 - あけび書房より奇数月10日に刊行[7]

## 加盟団体

### 支部
全都道府県に支部が存在しており、市区町村に基づく地域社保協も250の地域で結成。
- 北海道社会保障推進協議会
- 青森県社会保障推進協議会
- 岩手県社会保障推進協議会
- 宮城県社会保障推進協議会
- 山形県社会保障推進協議会
- 秋田県社会保障推進協議会
- 福島県社会保障推進協議会
- 茨城県社会保障推進協議会
- 栃木県社会保障推進協議会
- 群馬県社会保障推進協議会
- 埼玉県社会保障推進協議会
- 社会保障推進千葉県協議会
- 東京社会保障推進協議会
- 神奈川県社会保障推進協議会
- 山梨県社会保障推進協議会
- 長野県社会保障推進協議会
- 新潟県社会保障推進協議会
- 富山の医療と福祉と年金をよくする会
- 石川県社会保障推進協議会
- 福井県社会保障推進協議会
- 岐阜県社会保障推進協議会
- 静岡県社会保障推進協議会
- 愛知県社会保障推進協議会
- 三重県社会保障推進協議会
- 滋賀県社会保障推進協議会
- 京都社会保障推進協議会
- 大阪社会保障推進協議会
- 兵庫県社会保障推進協議会
- 奈良県社会保障推進協議会
- 和歌山県社会保障推進協議会
- 鳥取県社会保障推進協議会
- 島根県社会保障推進協議会
- 岡山県社会保障推進協議会
- 広島県社会保障推進協議会
- 山口県社会保障推進協議会
- 徳島県社会保障推進協議会
- 香川県社会保障推進協議会
- 愛媛県社会保障推進協議会
- 高知県社会保障推進協議会
- 福岡県社会保障推進協議会
- 佐賀県社会保障推進協議会
- 長崎県社会保障推進協議会
- 熊本県社会保障推進協議会
- 大分県社会保障推進協議会
- 宮崎県社会保障推進協議会
- 鹿児島県社会保障推進協議会
- 沖縄県社会保障推進協議会

### 政党
- 日本共産党[8]

### 労働団体
- 全日本建設交運一般労働組合[8]
- 日本医療労働組合連合会[8]
- 全日本港湾労働組合[8]
- 日本新聞労働組合連合会[8]
- 全国建設労働組合総連合[8]
- 日本出版労働組合連合会[8]
- 国会職員組合連合会[8]
- 全日本損害保険労働組合[8]
- 全国農業協同組合労働組合連合会[8]
- 全国福祉保育労働組合[8]
- 国鉄労働組合[8]
- 全労働省労働組合[8]
- 全司法労働組合[8]
- 国土交通労働組合[8]
- 全厚生職員労働組合[8]
- 全法務省労働組合[8]
- 日本国家公務員労働組合連合会[8]
- 日本自治体労働組合総連合[8]
- 全日本教職員組合[8]
- 全日本国立医療労働組合[8]
- 全国労働組合総連合[8]
- 全国生協労働組合連合会[8]

### 医療・福祉団体
- 全日本年金者組合[8]
- 全国老人福祉問題研究会[8]
- 全日本民主医療機関連合会[8]
- 新日本医師協会[8]
- 全国保険医団体連合会[8]
- 全国生活と健康を守る会連合会[8]
- 日本患者同盟[8]
- 全国老後保障地域団体連絡会[8]
- 障害者の生活と権利を守る全国連絡協議会[8]
- ホームヘルパー全国連絡会[8]
- 日本高齢期運動連絡会[8]

### 女性団体
- 日本母親大会連絡会[8]
- 新日本婦人の会[8]
- 婦人民主クラブ[8]

### 経済団体
- 全国商工団体連合会[8]

### 農業団体
- 農民運動全国連合会[8]

### 生活協同組合
- 日本医療福祉生活協同組合連合会[8]
- 全国労働者共済生活協同組合連合会[8]

## 旧加盟団体
- 日本社会党
- 日本労働組合総評議会（総評）